# هنس ایله پیدرسن
هنس ایله پیدرسن (دانمارکی: Hans Eiler Pedersen; ۱۸ اکتبر ۱۸۹۰ – ۱ دسامبر ۱۹۷۱) ژیمناست هنری اهل دانمارک بود.